# Circuito di Clady
Il circuito di Clady era un circuito cittadino di motociclismo ricavato dalle strade normalmente aperte alla circolazione, situato nell'Irlanda del Nord, nella Contea di Antrim e che ha ospitato varie edizioni del Gran Premio motociclistico dell'Ulster.

## Storia
Il tracciato venne utilizzato la prima volta nel 1922 e prendeva il nome dalla curva di Clady, una delle più importanti del circuito e che arrivava dopo un tratto praticamente rettilineo di circa 11 km; la lunghezza totale era di 32,991 km. La prima edizione del GP dell'Ulster venne disputata il 14 ottobre.
Al termine della seconda guerra mondiale, con la ripresa dell'attività sportiva motociclistica, il tracciato venne ridotto a 26,548 km e con questa configurazione ospitò il Gran Premio motociclistico dell'Ulster 1949, prima prova delle serie avente validità per il neonato motomondiale.
La gara restò ospitata su questo circuito sino al motomondiale 1952 e alla 24ª edizione della gara nordirlandese, quando, a causa della sua estrema pericolosità, venne sostituito da un altro tracciato, sempre nelle vicinanze e sempre ricavato peraltro dalla viabilità ordinaria, il Circuito di Dundrod. Le quattro edizioni del motomondiale videro la netta predominanza dei piloti britannici, capaci di imporsi in dodici delle quattordici gare disputate. Le restanti vittorie andarono agli italiani Carlo Ubbiali, in Classe 125 nel 1950 su FB Mondial, e Bruno Ruffo in 250 su Moto Guzzi nel 1951; con la casa di Mandello del Lario che si impone in tutte e quattro le edizioni della classe.

## Risultati del Gran Premio (edizioni valide per il Motomondiale)
| Stagione | classe 125                  | classe 250                | classe 350                | classe 500                 | Resoconto |
| -------- | --------------------------- | ------------------------- | ------------------------- | -------------------------- | --------- |
| 1949     | -                           | Maurice Cann (Moto Guzzi) | Freddie Frith (Velocette) | Les Graham (AJS)           | Resoconto |
| 1950     | Carlo Ubbiali (Mondial)     | Maurice Cann (Moto Guzzi) | Bob Foster (Velocette)    | Geoff Duke (Norton)        | Resoconto |
| 1951     | Cromie McCandless (Mondial) | Bruno Ruffo (Moto Guzzi)  | Geoff Duke (Norton)       | Geoff Duke (Norton)        | Resoconto |
| 1952     | Cecil Sandford (MV Agusta)  | Maurice Cann (Moto Guzzi) | Ken Kavanagh (Norton)     | Cromie McCandless (Gilera) | Resoconto |